# Rhipha subulifera
Rhipha subulifera är en fjärilsart som beskrevs av Felder 1874. Rhipha subulifera ingår i släktet Rhipha och familjen björnspinnare. Inga underarter finns listade.